# 2012年韩国青少年羽毛球锦标赛
2012年韩国青少年羽毛球锦标赛，為第1屆韩国青少年羽毛球锦标赛，是一項由世界羽联主辦予各國的青年羽毛球選手（19歲以下）參加的国际性羽毛球賽事。本屆賽事在韩国內的米阳市館舉行。本届赛事吸引了各國青年好手共同参与，則於12月4日至12月9日舉行。

## 優勝者
| 項目             | 金牌                          | 银牌                      | 铜牌                                 |
| 男子單打（詳細） | 西蒂空·塔马辛                 | Jung Jae Wook             | Heo Kwang Hee                        |
| 男子單打（詳細） | 西蒂空·塔马辛                 | Jung Jae Wook             | 催率圭                               |
| 女子單打（詳細） | 金效旻                        | 李張美                    | 李民知                               |
| 女子單打（詳細） | 金效旻                        | 李張美                    | Ryu Young Seo                        |
| 男子雙打（詳細） | 催率圭 Kim Ki Hoon            | Kim Jung Ho Park Se Woong | 許瑞廷 郭柏呈                        |
| 男子雙打（詳細） | 催率圭 Kim Ki Hoon            | Kim Jung Ho Park Se Woong | 德差蓬·保乌拉努科 Kedren Kittinupong |
| 女子雙打（詳細） | 娜丽莎帕·拉姆 普蒂塔·素帕猜恭 | 金效旻 李民知             | 櫻本絢子 加藤美幸                    |
| 女子雙打（詳細） | 娜丽莎帕·拉姆 普蒂塔·素帕猜恭 | 金效旻 李民知             | 孔熙容 Seong Seung Yeon              |
| 混合雙打（詳細） | 金鄭護 金志垣                 | 催率圭 蔡侑玎             | Hong Seok Joo 金羅英                 |
| 混合雙打（詳細） | 金鄭護 金志垣                 | 催率圭 蔡侑玎             | 徐承宰 Kim Hye Jeong                 |